# گردنه گوچی
گردنه گوچی در راه گوچی در ارتفاعات کوه زیر در بخش کوخرد شهرستان بستک و در غرب استان هرمزگان در جنوب ایران واقع شده‌است.
راه مشهور «گوچی» و گردنه گوچی و پیچهای خطرناک آن در مسیر جاده ارتباطی شهرستان بستک به شهرستان بندر لنگه قرار دارد.
این راه از «بون کوه چهار برکه» شروع می‌شود و رو به سمت جنوب می‌رود و به بخش مرکزی شهرستان بندر لنگه منتهی می‌شود.

## نقاطی که در مسیر این راه قرار دارد
نقاطی معروف که در مسیر این راه قرار دارد عبارت‌اند از: «گردنه گوچی»، «برکه زیر گوچی»، «پر رنده»، «دُکَل بَردِ مَد کاملی» (حشم‌نشین)، «دین، قهوه‌خانه دین، لاورِ دین»، «دره کوره‌ای» در این دره چند کوره گچی وجود دارد، «درواه دُمُو»، «خوئق»، «پشتخه چتالی» یعنی پشتخه سمری، «پاتنگستان»، «چُک لِسُه»، «تنگو» برکه و کاروانسرای تنگو، «پَرِ بارام»، «دو رودخانه» جایی است که آب دو رودخانه به هم می‌پیوندد، «پشتخه شب خاب» ۲ باب آب انبار دارد، راه قافله (مالرو) قدیمی است، «درواه شنی»، «پشتخه کودان» یک باب آب‌انبار دارد، «مرزان»، «برکه مرزان»، «گردنه کرزائی»، «گردنه شرفائی»، «دُول گِردُه»، «شربتو» (احشم نشین)، «گُلِنگُو» (احشم نشین)، «روستای سورو»، سمر دان، روستای «چاه مسلم».
- اما از «بون کوه چهار برکه» رو به طرف شمال از این قرار است: «دو راهی کوران»، «بلدنگ»،

«برکه و کاروانسرای بلدنگ»، «گردنه شیخ عبدالعزیز» که به گویش محلی «شبدیز» یا «شیخ دِس» می‌نامند، «گردنه شیخ عبدالرحمن» که باصطلاح اهالی
منطقه «شبدرحمان» گفته می‌شود، «نمکی مهران» معدن نمک بخش کوخرد، «سیاه تک مهران»، «پل رودخانه مهران»، «پاسگاه ژاندارمری مِهران».
از سوی شمال از این راه به شهرستان بستک و پس از عبور از گردنه شورد به سمت لارستان ادامه پیدا می‌کند.